# Roger Hesling
Pour les articles homonymes, voir Hesling.
Roger Hesling, né le 19 août 1931 à Sarralbe (Moselle) et mort le 27 janvier 2025 à Saint-Avold (Moselle), est un homme politique français.

## Biographie
Assistant parlementaire du député Charles Metzinger, il est maire de Many de 1983 à 1995 et sénateur de la Moselle de 1997 à 2001.